# Tricolorul
Tricolorul este o poezie scrisă de George Coșbuc.